# GJ-20
La GJ-20 ó Acceso Puerto del Musel (Gijón) es una autovía urbana de la actual Ronda Interior de Gijón, proyectada para duplicar la capacidad actual de la GJ-10 de 3,46 km de longitud en entorno urbano y dependiente del Ministerio de Transportes, Movilidad y Agenda Urbana, que une el enlace de Lloreda de la Autovía del Cantábrico (A-8) con el semienlace de Veriña.
El proyecto incluye una intersección en Tremañes con la también planeada GJ-82 "Vial de Jove", permitiendo así nuevo y mejor acceso al Puerto de El Musel.

## Historia
El 8 de julio de 2017 el ministro de Fomento Íñigo de la Serna presidió el inicio de las obras del desdoblamiento, que como tal comenzaron en octubre.El proyecto tenía un presupuesto de 43,7 millones de euros, de los que nueve correspondían a las expropiaciones, y un plazo de ejecución de 39 meses.
No obstante, las obras se suspendieron con un 4% de materialización en mayo de 2018 por la aparición de redes de fibra y otros servicios subterráneos no previstos inicialmente. 
En octubre de 2020 el Ministerio acordó encargar un nuevo estudio. En marzo de 2022 el Ministerio adjudicó por 1,27 millones de euros la redacción del nuevo estudio.

## Tramos
| Denominación | Tramo                                | Estado (2025)                                                                                             | Longitud (km) |
| ------------ | ------------------------------------ | --- | ------------- |
|              | A-8 Enlace de Lloreda - GJ-10 Veriña | En nueva redacción de proyecto (pendiente aprobación nueva modificación) (pendiente reanudación de obras) | 3,5           |